# Mastigoptila curvicornuta
Mastigoptila curvicornuta är en nattsländeart som beskrevs av Oliver S. Flint Jr. 1967. Mastigoptila curvicornuta ingår i släktet Mastigoptila och familjen stenhusnattsländor. Inga underarter finns listade i Catalogue of Life.